# フライシャー・スタジオ
フライシャー・スタジオ（Fleischer Studios, Inc.）は、ニューヨーク州ニューヨーク市ブロードウェイ1600番地で設立されたアニメーション制作会社に端を発するアメリカの企業。
1921年にユダヤ系アメリカ人のマックス・フライシャーとデイブ・フライシャーのフライシャー兄弟によって設立された後、1942年5月にパラマウント映画に買収されてフェイマス・スタジオと改称されるまで、フライシャー兄弟によって経営されていた。1921年の設立当初の名称はアウト・オブ・ジ・インクウェル・フィルムズだったが、1929年に現在の名称に変更された。
1930年代から1940年代初めにかけてウォルト・ディズニー・プロダクション（後のウォルト・ディズニー・カンパニー）に唯一対抗できた会社であり、『道化師ココ』『ベティ・ブープ』『ポパイ』『スーパーマン』や長編映画『ガリバー旅行記』『バッタ君町に行く』などのカートゥーン映画を制作した。
フライシャー兄弟は長年の功績が認められ、1972年にアニー賞のウィンザー・マッケイ賞を贈られた。

## サイレント時代

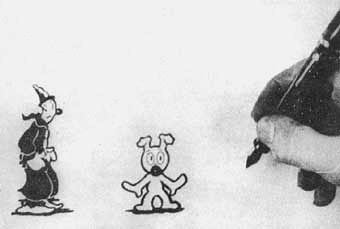
『インク壺の外へ』シリーズの道化師ココ

マックス・フライシャーによる、人間の演技をアニメーションで再現するロトスコープの発明により、フライシャー・スタジオの歴史は始まった。この装置を使って、フライシャー兄弟は1919年にブレイ・スタジオと契約し、『インク壺の外へ（原題：Out of the Inkwell）』と題されたシリーズ作品を制作した。この作品には、フライシャー兄弟による最初のキャラクターである道化師ココが登場する。このシリーズは大きな成功を収め、1921年にフライシャー兄弟はブレイ・スタジオから独立し、自身のスタジオであるアウト・オブ・ザ・インクウェル・フィルムズ（Out of the Inkwell Films）を設立した。
1920年代を通じて、フライシャー・スタジオは知的なユーモアと多くの革新性を備えた、一流アニメーション制作会社の一つであった。この当時のフライシャーの作品には、有名なバウンシング・ボール方式を特徴とするミュージック・ビデオや、カラオケの原型であるシング・アロング形式の短編映画『ソング・カー・テューン（原題：Song Car-tunes）』から、相対性理論のような主題を扱った教育アニメーションが含まれていた（訳注：シング・アロングとは、スクリーン中の映像に合わせて観客が一緒に歌える形式の映画。バウンシング・ボールは、表示される歌詞の上をはねるボールにより観客に次の歌詞を教える仕組み）。
長編映画として世界初のトーキーである『ジャズ・シンガー（1927年）』公開の何年も以前に、フライシャーは音声を備えた複数のトーキー映画をこの『ソング・カー・テューン』シリーズで制作していた。きっかけとなったのは、1923年に世界初となる商業用のトーキー映画（短編）がニューヨークで公開されたことである。前述した映画はリー・ド・フォレストが開発したフォノフィルムサウンド・オン・プロセスというトーキー方式を採用していた。この映画は、当時トーキーには無関心だったハリウッドなど西海岸方面からは全くと言って良いほど受け入れられなかったが、ニューヨークを始めとする東海岸の大都市では僅かながら話題を呼んだ。これを見たマックスとデイヴのフライシャー兄弟は、これなら観客を振り向かせられると、すぐさま1ダース以上の初期のカートゥーン映画で画像と音声を同調させるシング・アロング形式の『ソング・カーテューン』シリーズへの制作に取りかかる。
フライシャーは設立当初、ワーナー・ブラザースや、ウィンカー・ピクチャーズと一時的に契約をしていた。しかし、このシリーズの制作にあたり、フォレストと契約を交わし、フォノフィルム方式の所有権を獲得した。1923年に、フライシャーは、フォレストとエドウィン・マイルズ・ハディマン、ヒューゴ・リーゼンフェルトの4人と共に配給会社『レッドシール・ピクチャーズ（Red Seal Pictures）』を設立した。この会社はアメリカ東海岸に36館の劇場チェーンを所有する比較的小規模な会社だった。
音楽にはマックスの弟で、作曲家でもあったルー・フライシャーが受け持った。ルーは、1942年にフライシャー・スタジオが倒産するまでフライシャー作品の音楽監督を担当していた。
『ソング・カーテューン』シリーズは、1924年に陽の目を浴びることになった。主な作品に『カム・テイク・ア・トリップ・イン・マイ・エアシップ（原題：Come Take a Trip in My Airship）』『いとしきネリー・グレイ（原題：Darling Nelly Gray）』『『イン・ザ・グッド・オールド・サマー・タイム（原題：In the Good Old Summer Time）』などがある。特に代表されるのは1924年公開の『おお、メイベル（原題：Oh Mabel）』と1926年公開の『なつかしいケンタッキーの我が家（原題：My Old Kentucky Home）』である。両作は映像と音楽、そしてセリフを世界で初めてシンクロさせたアニメーション作品であるとして、アニメーションの評論家から高く評価されている。しかし、当時電気式スピーカーを揃えた劇場は少数であり、さらにレッドシールが所有する劇場も規模が小さく、これらのトーキーアニメーションはほとんど注目されなかった。
1927年5月、フォノフィルムの関連会社及び、配給会社レッドシールが倒産したため、『インク壺の外へ』シリーズと『ソング・カーテューン』シリーズの制作中止を余儀なくされた。トーキー全盛期が訪れるわずか5ヶ月前のことであった。同じ年フライシャーは、アートクラフツ・ピクチャーズの経営者であったアルフレッド・ワイス（Alfred Weiss）との仲立ちの下で、新たにパラマウント映画と配給を結び、『インク壺の外へ』の続編である『インク壺の小僧（原題：Inkwell Imps）』を1929年まで製作していた。

## トーキーおよびカラー作品
1927年公開のジャズ・シンガーの大ヒットにより、これまでトーキーにあまり関心がなかった西海岸のハリウッドなどにもトーキー映画の波が押し寄せた。アニメーション界も例外ではなく、1928年10月にはヴァン・ビューレンとポール・テリー率いるフェイブルス・スタジオ（Fables Studios）が、同じ年の11月にはウォルト・ディズニー・カンパニー｜ウォルト・ディズニー・プロダクション（Walt Disney Productions）が、それぞれトーキーアニメーション映画を発表した。それに便乗する形で、フライシャーは、1924年から3年間続いていた『ソング・カー・テューン』シリーズの続編を製作しようと考えた。『スクリーン・ソング（原題：Screen Songs）』シリーズである。その手始めとして会社の名称をフライシャー・スタジオ(Fleischer Studios Inc.)に変更し、サウンド方式を『ソング・カー・テューン』時代に採用していた、フォノフィルムからウェスタン・エレクトリックが開発したサウンド・オン・フィルム・プロセスに変更し音質の改善を図り、その試験としてフライシャーは短編映画『Finding His Voice』をウェスタン・エレクトリック協力の下制作した。1929年にフライシャーは再びパラマウント映画と契約を結び、『スクリーン・ソング』シリーズをスタートさせた。このシリーズにより、フライシャーは状況の変化を巧みに乗り切った数少ないアニメーション制作会社の一つとなった。まず最初に、『ザ・サイドウォークス・オブ・ニューヨーク（原題：The Sidewalks of New York）』（1925年に『ソング・カー・テューン』の一つとして公開された物のリメイク）が1929年2月5日に公開された。同年の10月に、フライシャー兄弟は『トーカートゥーン（原題：Talkartoons）』と題された新しいシリーズを発表した。このシリーズの初期作品のほとんどは第一作『Noah's Lark』の様な一話完結のカートゥーンであったが、最終的には新キャラクターである犬のビン坊（ビンボー）がシリーズの主役となった。ビン坊はすぐに彼の恋人であるベティ・ブープに取って代わられ、ベティはフライシャー・スタジオの花形となった。ベティ・ブープはアメリカン・アニメーションにおける最初の主役を演じた女性キャラクターであり、フライシャー独特の大人びた都会的な雰囲気を漂わせたキャラクターだった。
エルジー・クリスラー・シーガーの漫画キャラクター『ポパイ』のカートゥーンシリーズへの使用許諾を得た時に、フライシャー兄弟の成功はより堅固なものとなった。最終的に『ポパイ』はフライシャー兄弟が制作した最も有名なシリーズ作品となり、その成功はウォルト・ディズニーのミッキーマウス物に匹敵した。1930年代後半に制作された3本のテクニカラーによる『ポパイ』の特別作品は、多くの映画館で併映作品、あるいは本編作品として上映された。この時点でフライシャーはディズニーとアニメーション界の首位の座を争うまでになっていた。
1934年に映画作品に厳しい検閲を課すヘイズ規制がハリウッドで制定された。それはアニメーション界も例外ではなく、その結果、ベティ・ブープからは色気が取り除かれ、彼女の魅力の多くは失われてしまった。この頃、他のアニメーション制作会社は、このヘイズ規制の対策として、ディズニーが製作していたシリー・シンフォニーに対抗する（いわゆる音楽を主題にした）作品を数多く製作していた。フライシャー・スタジオもそれらに負けじと、1934年に『カラー・クラシック（原題：Color Classic）』シリーズという音楽主題のシリーズを開始した。初回の『ベティのシンデレラ（原題：Poor Cinderella）』がフライシャー自身初のカラー作品となったが、フルカラーだった3色式テクニカラーは、当時ディズニーが独占契約をしていたため、方式は質の劣る2色式シネカラー方式で撮影していた。以降の作品も1935年にテクニカラー3色法の独占契約が切れるまで質が劣るテクニカラー2色法を採用していた。
またフライシャーは、この作品の製作を開始する直前、背景に3次元の奥行きを加えたいと考えていた。ちなみにこの当時、ディズニーの元アニメーターだったアブ・アイワークスが自身初の3次元の奥行きを再現できるマルチプレーン・カメラを開発していた。フライシャーはこのカメラのことに関して十分な知識は得ていたが、フライシャーはもっと立体的な背景を撮影したいと考えていた。それが『ステレオプティカル撮影法』である。それは、背景を立体模型で作成し、その手前にセル画を置いて撮影する方法である。これによって、3次元による奥行きを再現するだけではなく、背景をリアルに、より実物に近づけることが可能となった。この撮影方法は、『ベティ・ブープ』、『ポパイ』、『カラー・クラシック』といった短編シリーズのみならず、長編映画の『ガリバー旅行記（原題：Gulliver's Travels、1939年）』や『バッタ君町に行く（原題：Mr. Bug Goes to Town、1941年）のオープニングでも使用された。

## 後期作品
フライシャーは1934年から、長編アニメーション映画を製作したい自身の願いをパラマウント映画に何度も申し込んだ。しかし、当時アニメーションといえば実写の長編映画やニュース映画の穴埋めのような時代であった為、パラマウントはフライシャーの提案を却下し続けてきた。
しかし、ディズニーの『白雪姫（原題：Snow White and the Seven Dwarfs、1937年）』の成功を知るや否やフライシャーの提案を許可した。パラマウントはフライシャーに融資を行い、節税と、1937年に痛烈な打撃を与えた組合活動を解散させる目的で、フロリダ州マイアミに大規模なスタジオを建設させた。新フライシャー・スタジオは1938年3月に開設され、初長編作品である『ガリバー旅行記（原題：Gulliver's Travels）』を皮切りに、活発な制作活動を開始した。しかし、ここでパラマウントが新たな条件を要求をしてきた。それは1939年の遅くともクリスマスまでに完成させることというもので、これはディズニーが『白雪姫』を製作するのに費やした期間のわずか⅓という強硬スケジュールだった。ニューヨークのスタジオにいた製作スタッフだけでは賄えきれないと考えたフライシャーはディズニーなどハリウッド出身のアニメーターを数多く呼び寄せた。また、この作品の製作には70万ドルもの予算がつぎ込まれた。
『ガリバー旅行記』はなんとか1939年のクリスマスに公開された。興行収入は327万ドルとヒットし、この作品で音楽を担当したヴィクター・ヤングがアカデミー作曲賞に、また、同作品の挿入歌である『Faithful/Forever』がアカデミー歌曲賞にそれぞれノミネートされた。しかし、その物語とアニメーションの質は模倣しようとした『白雪姫』には遠く及ばなかった。『ガリバー』から次の長編アニメーション『バッタ君町に行く』までの期間に、アメリカン・コミックのスーパーヒーローを題材にした高品質な連作短編『スーパーマン』が生み出された。単純に『スーパーマン（原題：Superman）』とのみ題されたこのシリーズの第一作は、5万ドル(当時の金額)の予算がつぎ込まれ、それまで上映された短編アニメーションの中で最高の作品となった。この作品は大ヒットを記録し、アカデミー短編アニメ賞にノミネートされた。
しかしながら、この成功はフライシャーの財政的な問題を解決させるには遅すぎた。マイアミの新スタジオで新規雇用されたスタッフたちは、安定した生産のために多くの作品を作り続けた。継続して制作されていた短編シリーズ『ポパイ』や1941年の『ラガディ・アン&アンディ』のアニメーション化作品など、この期間に生産された多くの短編アニメーションは高い品質を保っていた。その他のそれなりに成功した作品としては、短編シリーズ『Stone Age』や『ガリバー』の様々なスピンオフ作品がある。
パラマウントからの融資返済を迫る声がある中、フライシャーは、1940年1月に新たな長編アニメーション映画を発表した。『バッタ君町に行く（原題：Mr. Bug Goes to Town）』である。フライシャーは、前作より増して気合いが入っていた。こうして、『バッタ君町に行く』は1941年12月5日に劇場で初公開され、構想約3年、制作費は100万ドル、そして製作スタッフ総勢700人という超大作であった。
しかし、監督のデイヴは、兄たちマックスとの対立の末この映画が完成すると同時にスタジオを去ってしまった。『バッタ君』は1941年12月5日に公開されたが2日後に太平洋戦争が始まった影響もあり、1週間ほどで上映終了となった。また、マックスは『スーパーマン』シリーズの予算の関係で出資元であるパラマウントとも対立を深め、1942年にスタジオを去った。
この後、デイブ・フライシャーは兄であるマックス・フライシャーとの対立の末にコロンビア ピクチャーズの系列会社であるカリフォルニア州のスクリーン ジェムズ・アニメーションスタジオの代表となるために、フライシャー・スタジオを退社した。1942年5月24日、彼らの競争相手の共同経営者となったデイブ・フライシャーに対し、パラマウントは預かっていた辞表を行使し、借金を請求してフライシャー・スタジオを破産させ、フライシャー兄弟を正式に同社から解雇した。これにより、マックスの弟で音楽担当のルー・フライシャーやアニメーターのローランド・クランドール、ウィリアム・スタームらを初めとするスタッフが多少ならずリストラにより解雇された。1942年8月28日公開の『スーパーマン』シリーズの一編『サーカスの恐怖（原題：Terror on the Midway）』がフライシャー・スタジオが制作した最後の作品となった。マックス・フライシャーはジャム・ハンディ・スタジオに移籍した。
フライシャー・スタジオが倒産した翌日の1942年5月25日にパラマウントはこのスタジオを系列会社に加え、再びマイアミからニューヨークへ移転した新会社『フェイマス・スタジオ（Famous Studios）』を設立し、脚本のイサドア・スパーバーとマックスの義理の息子でアニメーターのシーモア・ニーテル、フライシャー・スタジオでビジネスマネージャーを担当していたサム・ブチュウォードの3人がプロデューサーに就任し、1956年にはスタジオをパラマウントに売り渡し、パラマウントのアニメ部門となったが、もはやフライシャーの頃の栄光を取り戻すことはできなくなってしまった。フライシャーは二度と業界の主流に返り咲くことはなかったが、フライシャーのアニメーション映画とキャラクターの人気は生き残り続け、1980年代までには、フライシャー兄弟がアニメーション産業の先駆者であると認識されるに至った。
その後のフライシャー・スタジオ作品の大半はナショナル・テレフィルム・アソシエイツ（英語: National Telefilm Associates）（NTA）によって買収され、現在はパラマウント映画が権利を所有している。一方、ポパイとスーパーマンはその後、ターナー・エンターテイメント（英語: Turner Entertainment）によって買収され、現在、ワーナー・ブラザースが権利を所有している。今日のフライシャー・スタジオは、ベティ・ブープや道化師ココなどのフライシャーが制作したキャラクター使用認可のみを取り扱う、名目のみの企業であり、経営者はマックスの孫のマーク・フライシャー（Mark Fleischer）である。